# Dionisie Pop Marțian
Dionisie Pop Marțian (n. 1829, Ponor, Alba – d. 2 iulie 1865, München) a fost un statistician și economist român, inițiator al școlii economice protecționiste. A fost primul director al Oficiului Central al Statisticii din România. A organizat primul recensământ modern din România (1860).

### Biografie
Părinții săi au fost preotul Samuil și Ana Marțian. Și-a început învățătura în satul natal, probabil sub supravegherea tatălui său. A urmat școlile medii ale Blajului, pe care le-a termină în anul școlar 1851-1852. La 24 de ani, în anul 1853, a obținut examenul de bacalaureat. A participat la Revoluția de la 1848, fiind unul din prefecții lui Avram Iancu.
A urmat apoi studii superioare la Viena, la Facultatea de Drept și Filozofie, primind o bursă de 300 de florini din partea Arhiepiscopiei Greco-Catolice din Blaj. După absolvirea facultății, în 1857, candidează la București pentru ocuparea unei catedre universitare. În 1858 scrie lucrarea cu caracter teoretic “Economia socială”. Pune bazele primelor publicații românești în domeniul economic (“Analele Statistice” și “Analele Economice”) care au apărut periodic începând din 1860.
A participat la Congresul Internațional de Statistică de la Viena (1857), ca simplu spectator, însușindu-și o serie de învățăminte utile pentru activitatea sa viitoare din țară. În legătură cu participarea sa la acel Congres, Dionisie Pop Marțian arăta: “Niciodată nu am simțit mai mare umilire națională ca în Congresulu Statisticu din 1857, unde toate staturile europene erau reprezentate, până și Turcia raporta înființarea unui Oficiu statisticu. Numai și numai guvernele române lipseau de a dovedi că sunt europene.” (“Analele Statistice ale României” - 1860, p. 1). Întors la București, face toate demersurile necesare înființării unui birou statistic.
Alexandru Ioan Cuza, prin Decretul domnesc nr. 117 din 28 aprilie 1859, îl numește șef al Serviciului statistic central din Țara Românească.
Din 1862 a devenit membru al Comisiei de verificare a legilor din Principatele Unite. A redactat legea privind organizarea municipiilor și comunelor orășenești și a contribuit la întocmirea legislației românești, referitoare la organizarea învățământului, cel economic în special legea reformei agrare, legea secularizării averilor mănăstirești, legea vămilor, legea navigației pe Dunăre, legea poștei și a circulației pe drumurile publice, legea reformei monetare.
La 2 august 1862 A.I.Cuza aprobă înființarea Direcției Centrale de Statistică, unică pentru întreaga Românie, iar la 4 august este numit în fruntea conducerii acestei instituții Dionisie Pop Marțian.
La următorul Congres de Statistică (Berlin, 1863), a luat parte ca delegat oficial al țării noastre, prezentând un amplu raport asupra stadiului de dezvoltare a statisticii românești. El arăta că “…vom avea în curând o statistică destul de completă pentru ca guvernul să poată întemeia pe datele ei reformele pe care țara le așteaptă cu o vie nerăbdare…căci… statistica este singurul tărâm sigur pe care un guvern prevăzător trebuie să întemeieze rațiunea reformelor sale”.
Bolnav de tuberculoză, la 7 iunie 1865 i se încuviințează un concediu de 6 luni pentru a pleca în străinătate. S-a stabilit într-o  localitate de lângă München numită Bogenhausen-Brunnthal, unde a murit în dimineața zilei de 2 iulie 1865. În ziua de 4 iulie 1865 a fost înmormântat la München.